# Єловицькі (герб)
Єловицькі (Jełowicki, Jałowicki, Brama, Bożeniec odm.) – шляхетський та княжий герб, походженням з Русі.

## Опис герба
В червоному полі срібні табірні ворота увінчані таким же лицарським хрестом[джерело?]. Клейнод: п'ять страусиних пір'їн. Щит огорнений княжим плащем та увінчаний княжою митрою.

## Найбільш ранні згадки
Один з найдавніших гербів Волині.

## Роди
Кропотки на Яловичах, звані Єловицькими – княжий рід , що походить від князів переяславських чи, ймовірно, є смоленською гілкою Рюриковичів, один з найстаріших на Волині.
Прізвище походить від місцевості Яловичі і є одним із найстаріших, щодо відомості прізвищем Волині вже на початку XV століття, головним спадковим володінням є Єловичі приблизно з середини XIV століття (Н. Яковенко). Так, наприклад, документи Пашка Єловицького від 1420 року містять вже повністю сформоване прізвище, що, враховуючи територію Русі, є періодом дуже раннім.
Друга частина прізвища – "Боженець" - це назва місцевості недалеко від Єловичів (а не як стверджує Н. Яковенко від імені гіпотетичного предка роду Божати).
Різновид герба Єловицькі герб Огінець та Брама князів Огинських та Пузин, а різноманітність полягає в розвилці хреста на балці воріт; спільність герба свідчить про спільне походження від Смоленських князів. Зображення двох гербів не були полонізовані.
В кінці XV століття Єловичі перейшли у володіння князів Кропотка–Єловицьких, що також походять від князів смоленських і за Жигимонтом Люба-Радзиминським є іншою гілкою Єловицьких, а за даними Ю. Вольфа зовсім окремим княжим родом.
Список родин, що користуються гербом Єловицькі з Гербовника польського Тадеуша Гайля:
Chawejłowicz, Jałowicki, Jelnicki, Jełowicki, Lesznicki, Leśnicki, Łasznicki.